# Husnicioara
Husnicioara est une commune roumaine du județ de Mehedinți, dans la région historique de l'Olténie et dans la région de développement du Sud-Ouest.

## Géographie
La commune de Husnicioara est située au centre de județ, dans les collines de Motru (Piemontul Motrului), à 15 km au nord-est de Drobeta Turnu-Severin, la préfecture du județ.
Elle est composée des onze villages suivants (population en 2002) :
- Alumșsul (63) ;
- Băditești(213) ;
- Borogea (96) ;
- Celnata (120) ;
- Dumbrăvița (6) ;
- Husnicioara (311), siège de la municipalité ;
- Marmanu (26) ;
- Opranești (141) ;
- Peri (440) ;
- Pritoiești (103) ;
- Selișteni (224).

## Histoire
La commune a fait partie du royaume de Roumanie dès sa création en 1878.

## Religions
En 2002, 99,71 % de la population étaient de religion orthodoxe.

## Démographie
En 2002, les Roumains représentaient 99,77 % de la population totale. La commune comptait 880 ménages et 897 logements.
| 2002  | 2007  |
| ----- | ----- |
| 1 743 | 1 467 |

## Économie
L'économie du village est basée sur l'agriculture et l'élevage.

## Lieux et monuments
- Seleșteni, église classée monument historique.